# العجلة المدهشة (فلم)
العجلة المدهشة (بالإنجليزية: Wonder Wheel) فيلم درامي أمريكي تم إصداره عام 2017 من إخراج و تأليف وودي آلن. بطولة جيم بيلوشي وكيت وينسلت.

## ملخص قصة
أربع أشخاص تتشابك حياتهم و علاقاتهم وسط صخب وضجيج متنزه كوني آيلاند الترفيهي في الخمسينيات: جيني (كيت وينسلت) ، ممثلة سابقة متقلبة عاطفيًا تعمل الآن نادلة في منزل محمي. هامبتي (جيم بيلوشي) جيني و مشغل العجلة الدوارة بالحديقة ميكي روبين (جاستن تيمبرليك) حارس شاب وسيم يحلم بأن يصبح كاتبًا مسرحيًا و كارولينا (معبد جونو) ابنة هامبتي المنعزلة منذ فترة طويلة ،بينما تختبئ خارج العصابات في شقة والدها.

## الممثلين
| ممثلين          | الدور/الوظيفة |
| --------------- | ------------- |
| كيت وينسلت      | جيني          |
| جونو تيمبل      |               |
| ديبي مازار      | ممثلة         |
| جاستين تيمبرليك | ميكي روبن     |
| جيمس بيلوشي     |               |
| ماكس كاسيلا     |               |
| توني سيريكو     |               |
| جنيف كار        | ماري          |

## روابط خارجية
مقالات تستعمل روابط فنية بلا صلة مع ويكي بيانات